# Кярамян, Аргишти Элбекович
Аргишти Элбекович Кярамян (арм. Արգիշտի Էլբեկի Քյարամյան; род. 22 мая 1991, Еранос, Мартунинский район) — армянский государственный деятель, бывший заместитель руководителя Службы государственного надзора Армении (2019—2020), бывший директор Службы национальной безопасности Армении (2020), председатель Следственного комитета Армении (2021—2024). Государственный советник юстиции 3-го класса.

## Биография
Родился 22 мая 1991 года в селе Еранос (ныне в провинции Гегаркуник). В 2009—2011 годах служил в Вооружённых силах Армении.

## Образование
В 2013 году окончил юридический факультет Ереванского государственного университета, получив степень бакалавра юриспруденции.
В 2015 году в Академии юстиции Армении окончил курс по профессиональной подготовке лиц, включенных в список кандидатов на должность прокурора.
В 2016 году окончил магистратуру юридического факультета Ереванского государственного университета, получив степень магистра юриспруденции.

## Опыт работы
В 2013—2014 годах служил в полиции Армении, затем работал следователем в Следственном отделе Следственного комитета Армении.
С 1 июня 2016 году по 6 июня 2018 года работал в прокуратуре Армении в качестве прокурора в прокуратуре марза Ширак, затем — в качестве прокурора в прокуратуре города Ереван.
С 8 июня 2018 года по 26 февраля 2019 года работал в системе Комитета государственных доходов Армении. Занимал должности начальника Управления по выявлению правонарушений и осуществлению административного производства, начальника Управления расследования, заместителя начальника Управления расследования и оперативного розыска.
С 1 марта 2019 года по 4 мая 2020 года работал в Службе государственного надзора Армении в качестве помощника руководителя, заместителя руководителя, исполняющего обязанности руководителя службы.
4 мая 2020 года постановлением премьер-министра Армении назначен заместителем председателя Следственного комитета Армении.
5 мая 2020 года указом президента Армении назначен заместителем директора Службы национальной безопасности Армении (СНБ).
8 июня 2020 года указом президента Армении назначен директором СНБ.
24 декабря 2020 года назначен заместителем председателя Следственного комитета Армении.
12 июля 2021 года назначен председателем Следственного комитета Армении.
Указом президента Армении от 4 июля 2022 года был присвоен классный чин государственного советника юстиции 3-го класса.
За время трудовой деятельности был награжден ведомственными медалями и другими наградами. В 2021 году указом президента непризнанной Нагорно-Карабахской Республики награжден медалью «За отвагу».
В ноябре 2024 года подал в отставку с должности председателя Следственного комитета Армении.

## Личная жизнь
Женат, является отцом четырех детей.